# Shannon Birchard
Shannon Birchard (Winnipeg, 11 de mayo de 1994) es una deportista canadiense que compite en curling.
Ganó tres medallas en el Campeonato Mundial de Curling entre los años 2018 y 2023, y una medalla de bronce en el Campeonato Pan Continental de Curling Femenino de 2022.

## Palmarés internacional
| Campeonato Mundial         | Campeonato Mundial     | Campeonato Mundial | Campeonato Mundial |
| Año                        | Lugar                  | Medalla            | Prueba             |
| -------------------------- | ---------------------- | ------------------ | ------------------ |
| 2018                       | North Bay (Canadá)     | Medalla de oro     | Equipo             |
| 2022                       | Prince George (Canadá) | Medalla de bronce  | Equipo             |
| 2023                       | Sandviken (Suecia)     | Medalla de bronce  | Equipo             |
| Campeonato Pan Continental |                        |                    |                    |
| Año                        | Lugar                  | Medalla            | Prueba             |
| 2022                       | Calgary (Canadá)       | Medalla de bronce  | Equipo             |